# Peter Pekarík
Peter Pekarík (Zsolna, 1986. október 30. –) szlovák válogatott labdarúgó, jelenleg a Hertha BSC játékosa. Posztját tekintve jobbhátvéd.

## Pályafutása
A Žilina csapatában nevelkedett és lett profi labdarúgó. A 2004-05-ös szezont a Dubnica játékosaként töltötte. A 2006-07-es szezonban a Žilina játékosaként 35 mérkőzésen lépett pályára. 2009 januárjában a német VfL Wolfsburg csapata szerződtette le négy és fél évre. Január 31-én mutatkozott be a Bundesligában Cristian Zaccardo cseréjeként az 1. FC Köln ellen. A szezon végén a klub első bajnoki serlegét szerezték meg.
2011 augusztusában kölcsönbe került a török Kayserispor csapatához a 2011-12-es szezonra. Visszatérését követően leszerződtette a Hertha BSC csapata.
2006. december 10-én debütált a szlovák labdarúgó-válogatottban az Arab Emírségek elleni mérkőzésen. 2009. június 6-án szerezte meg első gólját a San Marinó-i labdarúgó-válogatott ellen. Tagja volt a 2010-es labdarúgó-világbajnokságon és a 2016-os labdarúgó-Európa-bajnokságon résztvevő keretnek.

## Sikerei, díjai
- Žilina
  - Szlovák bajnok: 2006–07
  - Szlovák szuperkupagyőztes: 2007

- VfL Wolfsburg
  - Német bajnok: 2008–09

- Hertha BSC
  - Német másodosztály bajnok: 2012–13

## Külső hivatkozások
- Peter Pekarík a national-football-teams.com honlapján